# Ulrike Domahs
Ulrike Domahs (* 1968 in Kleve) ist eine deutsche Neurolinguistin.

## Leben
Nach dem Magister (M.A.) 1999 in Allgemeiner Sprachwissenschaft und Neurologie an der Heinrich-Heine-Universität Düsseldorf war sie von 2003 bis 2013 wissenschaftliche Mitarbeiterin am Institut für Germanistische Sprachwissenschaft der Philipps-Universität Marburg. Nach der Promotion 2003 in Allgemeiner Sprachwissenschaft an der Universität Düsseldorf bei Dieter Wunderlich und Janet Grijzenhout war sie von 2013 bis 2015 Professorin für Deutsche Sprache und Sprachdidaktik am Institut für Deutsche Sprache und Literatur der Universität zu Köln. Nach der Habilitation 2009 in Allgemeiner und Germanistischer Sprachwissenschaft an der Philipps-Universität Marburg ist sie dort seit 2017 Professorin für Neurolinguistik am Institut für Germanistische Sprachwissenschaft.
Ihr Forschungsschwerpunkt ist die Untersuchung kognitiver und neuronaler Grundlagen der Sprachverarbeitung bei Erwachsenen, Kindern, mehrsprachigen oder klinischen Populationen.

## Schriften (Auswahl)
- Untersuchungen zum Wortakzent im Deutschen und Niederländischen. 2003.
- mit Beatrice Primus (Hg.): Handbuch Laut, Gebärde, Buchstabe. Berlin 2016, ISBN 3-11-029569-5.
- mit Hubert Truckenbrodt und Richard Wiese (Hg.): Phonological and phonetic competence: between grammar, signal processing, and neural activity. 2016, ISBN 978-2-88919-809-2.